# Jiří Štrunc (sbormistr)
Jiří Štrunc (19. dubna 1931 Plzeň – 15. června 2015 Karlovy Vary) byl český sbormistr a hudební pedagog.

## Život
Jiří Štrunc se narodil 19. dubna 1931 v Plzni. Vystudoval obor Hudební výchova pro školy 3. stupně na Pedagogické fakultě Univerzity Karlovy v Praze a obor Hudební nástroje pro školy 3. stupně na Vysoké škole pedagogické.
Stal se pedagogem na Pedagogické škole v Sušici, kde vedl dívčí pěvecký sbor. Od roku 1965 vyučoval na Střední pedagogické škole v Karlových Varech, kde v roce 1965 založil Dívčí pěvecký sbor. Dovedl jej na mimořádnou úroveň a sklidil s ním mnoho úspěchů doma i v zahraničí. Vykonal koncertní cesty do 14 zemí Evropy (včetně Malty) a Spojených států. Pravidelně získával medailová umístění na většině domácích a celé řadě zahraničních sborových soutěžích.
Kromě toho vedl Smyčcový orchestr Základní umělecké školy Antonína Dvořáka a pět let byl předsedou Západočeské oblasti Unie českých pěveckých sborů. V letech 1994–2001 byl také sbormistrem Karlovarského pěveckého sboru.
Za svůj celoživotní přínos českému sborovému zpěvu byl v roce 1993 vyznamenán Cenou Františka Lýska a v roce 2005 pak Cenou Bedřicha Smetany. V roce 2011 se stal laureátem ceny hejtmana Karlovarského kraje za celoživotní přínos v oblasti kultury a vzdělávání.